# Gymnosoma hemisphaerica
Gymnosoma hemisphaerica là một loài ruồi trong họ Tachinidae.